# Operazione fifa
Operazione fifa (Private's Progress) è un film britannico del 1956 diretto da John Boulting.
Il film si basa sul romanzo omonimo di Alan Hackney.